# Mary Poppins, au revoir
Pour les articles homonymes, voir Mary Poppins.
Pour plus de détails, voir Fiche technique et Distribution.
Mary Poppins, au revoir (en russe : Мэри Поппинс, до свидания/Meri Poppins, do svidaniya) est un téléfilm musical soviétique librement adapté du roman de l'écrivaine australienne Pamela L. Travers, dont le personnage principal est une gouvernante magicienne. Il est composé de deux épisodes intitulés respectivement Lady Perfection (Леди Совершенство) et La Semaine se termine mercredi (Неделя кончается в среду),. Sorti en 1983, le film est réalisé par Leonid Kvinikhidze et produit par les studios Mosfilm .

## Fiche technique
- Titre : Mary Poppins, au revoir
- Titre original : (Мэри Поппинс, до свидания)
- Réalisation : Leonid Kvinikhidze
- Scénario : Vladimir Valoutski (ru)
- Photographie : Valentin Piganov (ru)
- Direction artistique : Viktor Petrov (ru)
- Casting : Tamara Vladimirtseva
- Costumes : Alina Boudnikova
- Maquillage : Lioubov Koulikova
- Caméra : Édouard Kertch
- Son : Youri Rabinovitch (ru)
- Montage : Inna Brozhovskaïa
- Textes de chansons : Naoum Olev (ru)
- Compositeur : Maxime Dounaïevski
- Rédaction musicale : Arseni Lapissov
- Musique : Orchestre symphonique d'État de l'URSS pour l'art cinématographique
- Chef d'orchestre : Sergueï Skripka (ru)
- Chorégraphie : Azari Plissetski (ru)
- Producteur exécutif : Lazare Milkis (ru)
- Production : Mosfilm
- Genre : film musical
- Pays d'origine : URSS
- Format : 1.85:1 - couleurs - Mono
- Durée : 138 minutes
- Langue : russe
- Sortie : 1983

## Distribution
- Natalia Andreïtchenko : Mary Poppins (vocal : Tatyana Voronina (en))
- Albert Filozov : George Banks
- Larissa Oudovitchenko : Winifred Banks, femme de George
- Philippe Roukavichnikov (ru) : Michael Banks, fils de George et Winifred Banks
- Anna Plissetskaïa (ru) : Jane Banks, fille de George et Winifred Banks
- Lembit Ulfsak : Robertson Ay, oncle de Michael et Jane (dans le livre serviteur de la famille Banks) (voix : Pavel Smeïan (ru))
- Oleg Tabakov : Miss Andrew, vieille nounou de George Banks (personnage de Mary Poppins Comes Back, 1935)
- Irina Skobtseva : Miss Lark
- Zinovi Gerdt : Admiral Boom
- Gali Abaydulov (ru) : sir Ludovic, le chat (personnage inspiré du conte raconté par Mary Poppins dans le livre Mary Poppins Opens the Door, 1943)
- Semion Sokolovski (ru) : M Wilkins
- Igor Yassoulovitch : M Smith
- Léonid Kanevski : Bob Gudetty
- Youri Moroz : le facteur
- Ilya Rutberg (ru) : sir Lesly Pitt
- Pavel Babakov (ru) : le boucher
- Marina Noudga : Mme Corry
- Viktors Kārkliņš : statue de Nélée qui prend vie (personnage du livre Mary Poppins Opens the Door, 1943)
- Emmanuel Levin : le policier